# بخش پری (شهرستان ماسکینگوم، اوهایو)
بخش پری (به انگلیسی: Perry Township) یک منطقهٔ مسکونی در ایالات متحده آمریکا است که در شهرستان ماسکینگام، اوهایو واقع شده‌است. بخش پری ۶۶٫۳ کیلومتر مربع مساحت و ۲٬۴۲۰ نفر جمعیت دارد و ۲۶۴ متر بالاتر از سطح دریا واقع شده‌است.